# 보길도 윤선도 원림
보길도 윤선도 원림(甫吉島尹善道園林)은 대한민국의 명승 제34호로 지정된 문화재로 조선시대의 문신, 시인, 학자 윤선도가 여생을 보낸 곳이다. 대한민국 완도군 보길면 부황리에 위치하고 있다. 1992년 1월 11일 대한민국의 사적 제368호로 지정되었다가, 2008년 1월 8일 대한민국의 명승 제34호로 재지정되었다.

## 개요
보길도 윤선도 원림은 조선시대의 대표적인 정원양식을 하고 있다. 윤선도(1589년 ~ 1671년)가 병자호란으로 인하여 제주로 향하던 중 이곳의 절경에 매료되어 머물게 되었으며, 〈어부사시사〉 등 주옥 같은 한시를 이곳에서 창작하였다. 낙서재는 고산 윤선도가 조그마한 세 채의 기와집을 동쪽과 서쪽, 그리고 중앙에 각각 짓고서 주자학을 연구하는 곳이다. 낙서재 바로 건너 산 중턱 절벽 바위 위에는 동천석실이라는 한 칸 짜리 집의 조그마한 정자가 있다. 주변의 석문, 석천, 석폭, 석대도 장관이다. 세연지와 회수담 사이에 있는 세연정은 정자의 중앙에 세연지, 동편에 호광루, 남쪽에 낙기란, 서편에는 동화각과 칠암헌(七岩軒)이라는 현판이 걸려 있었다. 마지막으로 판석보(板石洑)는 한국식 정원의 독특한 유적으로 평평한 돌을 이용하여 내부가 비도록 세워 만든 것이다. 이것은 세연지에 물을 저장하였다가 회수담으로 흘려 보내는 역할을 하였다.

## 정원
정원은 크게 세 구역으로 구성되어 있다.
낙서재(樂書齋)는 서실(書室)을 갖춘 살림집으로 북향하고 있으며, 옆으로 낭음계(朗吟溪)라는 작은 시내가 흐리고 낭음계 양편에 곡수당(曲水堂)과 무민당(無憫堂)의 두 건물을 지었다. 이 두 건물의 곁에 넓고 네모진 연못이 있다.
동천석실(同天石室)은 천하의 명산경승으로 신선이 살고 있는 곳을 '동천복지(洞天福地)'라고 한 데서 이름지어진 곳으로, 휴식과 독서를 위해 이 지역에서 가장 높은 곳이다.
세연정(洗然亭) 부근은 이 정원에서 가장 공들여 꾸민곳으로 해변에 바로 인접한 동구(洞口)에 이미 넓다란 담(潭)이 형성되고 있어 깊이가 한길에 이르고 있었는데 이 담가에 정자를 지어 경관을 즐기도록 하였다. 연못은 곡지(曲池)와 방지(方池)로 구성되는데 동구를 흐르는 내를 돌로 된 보(판석보)로 막아 만든 곡지에는 큰바위들을 점점이 노출시켰으며, 방지에는 한 쪽에 네모난 섬을 만들고 그 섬에 소나무 한 그루를 심어 놓았다. 방지의 동쪽 물가에는 돌로된 네모진 단 두 개(동대와 서대)를 나란히 꾸며놓았는데, 이곳은 무희가 춤을 추고 악사가 풍악을 울리던 자리이다. 방지 남쪽에 나지막한 동산이 있는데 세연정은 이 동산 위에 세워졌던 것으로 보인다. 

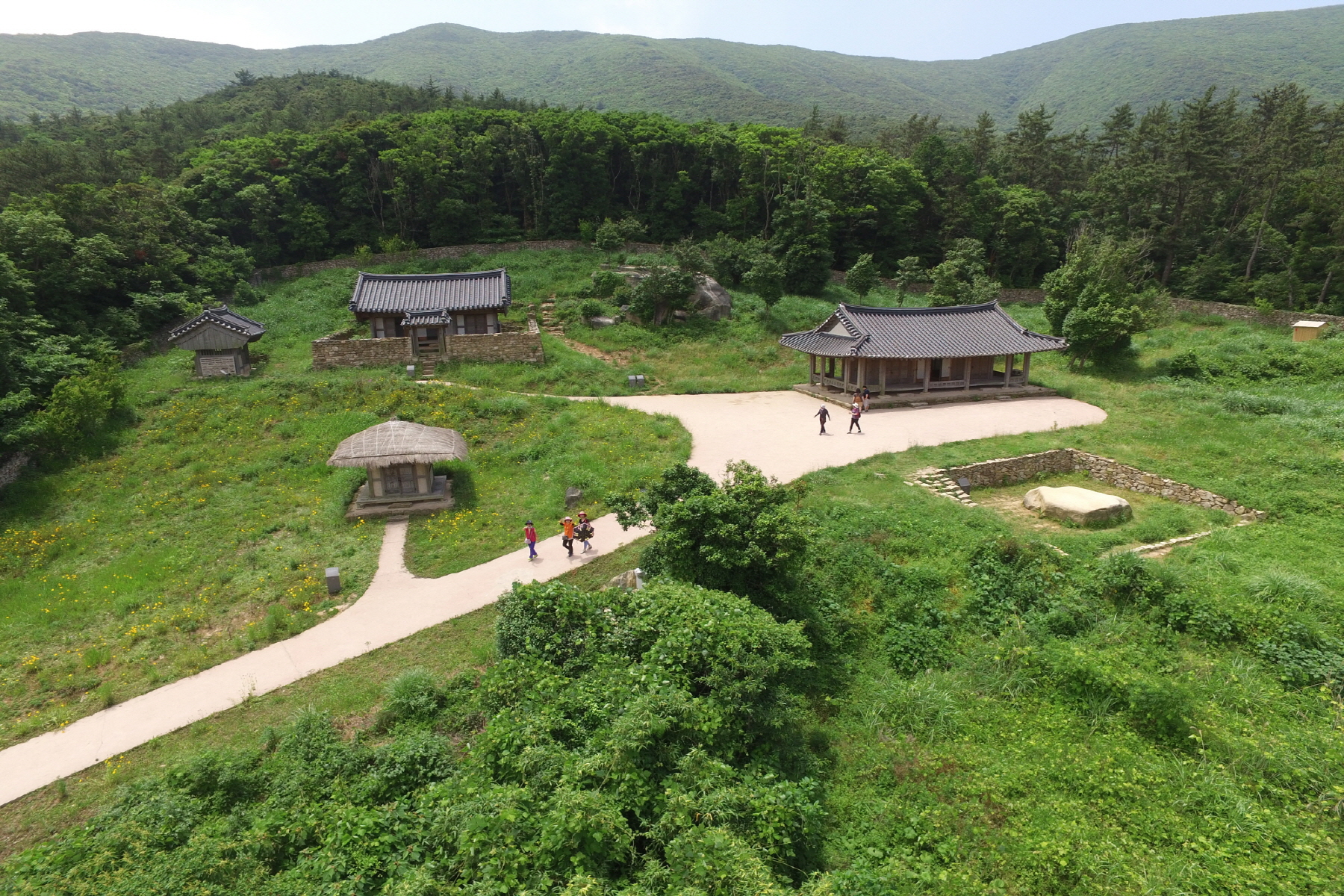
낙서재

## 사적 해제사유
문화재보호법 시행규칙 제2조 별표1 <국가지정문화재 지정기준>에 따라 「명승」으로 재분류

## 명승 지정사유
고산 윤선도(1587∼1671)가 1637년부터 여러 차례 출입을 하면서 13년간 머물며 부용동 계곡의 지형을 이용하여 아름다운 정원공간을 조성한 곳으로 보길도 천혜의 자연과 인공의 조화를 통한 정원 조성의 높은 경지를 보여주는 명승지이다.
섬에 조성된 조선시대 별서정원을 대표할 뿐만 아니라, 윤선도가 “어부사시사” 등 많은 시문을 남긴 곳으로 당시 윤선도의 생활상과 자연관을 보여주는 문화사적 가치가 큰 정원 유적이다.

## 같이 보기
- 윤선도
- 보길면
- 송시열
- 어부사시사
- 윤두서
- 윤휴
- 정약용

## 참고 자료
- 보길도 윤선도 원림 - 국가유산청 국가유산포털
- 보길도 윤선도 원림 - 완도군청
- 이 문서에는 다음커뮤니케이션(현 카카오)에서 GFDL 또는 CC-SA 라이선스로 배포한 글로벌 세계대백과사전의 내용을 기초로 작성된 글이 포함되어 있습니다.